# Mimoclystia semiflava
Mimoclystia semiflava är en fjärilsart som beskrevs av W. Warren 1898. Mimoclystia semiflava ingår i släktet Mimoclystia och familjen mätare. Inga underarter finns listade i Catalogue of Life.